# Os Cão
Os cão é um grupo folclórico da cidade de Jacobina-Bahia, que surgiu por volta da década de 1940 com o intuito de compor a Micareta jacobinense, além de ser considerado, também, um teatro.

#### História
A tradição iniciou-se com Valdemar Pereira de Conceição, conhecido como “Fecha Beco”, este, vindo de Cruz das Almas, no Recôncavo Baiano (294,4 km de Jacobina).  A ideia de formar o Bloco dos Cãos, depois de uma ida á Igreja do Bonfim, onde eu viu uma paisagem muito bonita, na qual os cãos estavam esperando um elemento morrer para cobrar uma dívida. Só que o elemento que ia morrer não era o que tinha dívida com os cãos. foi dai que veio o  nome – o justo paga pelo pecador – e a criação da história do bloco. Com esse bloco, Waldemar saiu no carnaval de Salvador, ganhando notoriedade, e se apresentou em algumas cidades do interior. Sua intenção era protestar contra o fim do Carnaval e início da Quaresma, pois as festas eram proibidas pela igreja católica nesse período.
A primeira aparição dos Cãos foi na Micareta de 1960 e pegou o povo desprevenido, a surpresa foi geral. Nas ruas muita gritaria, crianças correndo apavoradas e se escondendo dentro de casas; mulheres fechando as portas e janelas, com medo que "os cãos" entrassem; as mais idosas se benziam e se trancavam também; muitas beatas acreditavam que era "o juízo final". Só os homens ficavam observando a uma certa distância, com medo de serem melados com a tinta preta. Chegando na Praça da Matriz, todos pararam para ver "Os cãos", até mesmo a orquestra e o blocos que estavam desfilando. O povo gritava, corria, aplaudia. Era uma verdadeira euforia. Os "cãos" partiam pra cima das pessoas, mas não encostavam nelas.
No início da década de 90, por não conseguir correr mais como no tempo em que era jovem, Fecha Beco passou a direção do bloco, para o amigo “Guará”, que fez parte do grupo por muitos anos.

#### Organização do grupo
O grupo é constituído por pessoas, sobretudo homens, que pintam seus corpos com tinta óleo, corantes e outros materiais e pintam suas cabeças de vermelho, com a intenção de imitar os diabos ao saírem do inferno.
Além dos Cão, a brincadeira também é constituída por outros personagens: São Miguel, na representação de um anjo, uma alma que acaba de chegar ao mundo dos mortos, e é cobiçada pelos Cão, uma mulher, dita como esposa do diabo-chefe, e o malandro Zé Pilintra.

#### Trama
O grupo Os Cão encena, nas apresentações, uma história do mal contra o bem, atuando da seguinte forma: a alma, recém chegada ao mundo dos espíritos, passa a ser cobiçada pelos ‘Cão’, que se unem para levá-la direto para as profundezas do inferno. No entanto, o anjo São Miguel, protetor das almas, luta com todas as forças para impedir que mais uma alma seja movida para o recanto do mal.                                             
1. 1 2 3  «Com bloco 'Os Cãos de Jacobina' Bahia tem carnaval dos diabos – Matéria Incógnita». 19 de fevereiro de 2011. Consultado em 24 de maio de 2025
2. 1 2  AQUINO, Ivanilton de Araújo. Histórias de um “Velho Cão”. 2001. 22 f. Monografia (Graduação em História) - Universidade do Estado da Bahia, Departamento de Ciências Humanas – Campus IV – Jacobina- 2001.